# Lembi Vaher
Lembi Vaher (ur. 11 lutego 1987) – estońska lekkoatletka specjalizująca się w skoku o tyczce.

## Osiągnięcia
- reprezentantka Estonii w pucharze Europy oraz na I lidze drużynowych mistrzostw Europy
- wielokrotna mistrzyni i rekordzistka Estonii

## Rekordy życiowe
- skok o tyczce (stadion) – 4,09 (2009)
- skok o tyczce (hala) – 4,23 (2012)